# Five Days One Summer
Five Days One Summer is een Amerikaanse dramafilm uit 1982 onder regie van Fred Zinnemann.

## Verhaal
Omstreeks 1930 gaat een oudere man op reis naar Zwitserland met een jonge vrouw. Het is een veel jonger nichtje van hem. In de Alpen beleven zij hun relatie. Maar dan komt een jonge berggids in beeld...

## Rolverdeling
| Acteur              | Personage        |
| ------------------- | ---------------- |
| Sean Connery        | Douglas Meredith |
| Betsy Brantley      | Kate             |
| Lambert Wilson      | Johann Biari     |
| Jennifer Hilary     | Sarah Meredith   |
| Isabel Dean         | Moeder van Kate  |
| Gérard Buhr         | Brendel          |
| Anna Massey         | Jennifer Pierce  |
| Sheila Reid         | Gillian Pierce   |
| Georges Claisse     | Dieter           |
| Kathy Marothy       | Vrouw van Dieter |
| Terry Kingley       | Georg            |
| Emilie Lihou        | Oude vrouw       |
| Alfred Schmidhauser | Martin           |
| Jerry Brouer        | Van Royen        |
| Marc Duret          | Franse student   |